# Buais-les-Monts
Buais-les-Monts é uma comuna francesa na região administrativa da Normandia, no departamento da Mancha. Estende-se por uma área de 24.73 km². Em 2010 a comuna tinha 627 habitantes (densidade: 25,4 hab./km²).
Foi criada em 1 de janeiro de 2016, a partir da fusão das antigas comunas de Buais e Saint-Symphorien-des-Monts.